# Tam Trọng
Tam Trọng (tiếng Trung: 三重區; bính âm: Sānchóng Qū) là một khu (quận) của thành phố Tân Bắc, Trung Hoa Dân Quốc (Đài Loan). Đây là nơi có mật độ dân cư cao thứ tư tại Đài Loan với con số 23.900 người trên mỗi km². Cho đến trước ngày 25 tháng 12 năm 2010 khi thành lập thành phố Tân Bắc, bản thân Tam Trọng là một thành phố của huyện Đài Bắc.